# Julius von Kaan-Albest

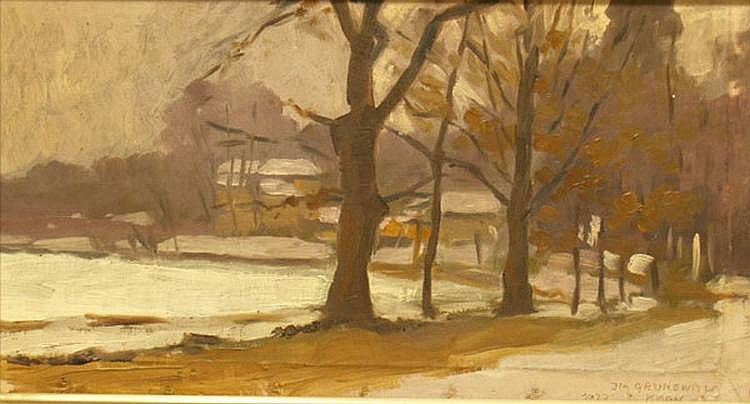
Im Grunewald

Julius Anton Karl von Kaan-Albest (* 8. März 1874 in München; † 12. Dezember 1941 in Berlin-Schöneberg) war ein Maler und Illustrator.

## Leben und Werke
Julius von Kaan-Albest ein Neffe des Bildhauers von Pfretzschner und ein Cousin des Bildhauers Arthur Kaan. Er machte 1894 Abitur am Wilhelmsgymnasium München und wurde 1895/96 in München bei Anton Ažbe ausgebildet. Ab 1897 arbeitete er an Illustrationen zur Geschichte des österreichischen Infanterie-Regiments 42, ab 1900 diente er selbst als aktiver österreichischer Offizier, wobei er häufig zur Erledigung von Porträt- und anderen Aufträgen abkommandiert wurde. 
Im Jahr 1901 schuf er das Kolossalgemälde Schlacht bei Wagram, das ins Stadtmuseum Theresienstadt gelangte. Am 15. Dezember 1904 hielt Oberleutnant Julius von Kaan-Albest einen Vortrag mit dem Titel Die moderne bildende Kunst in Königgrätz. 1909 malte er Erzherzog Karl in der Schlacht bei Wagram. 
In den Jahren 1909/10 lehrte er an der Kadettenschule in Marburg, von 1910 bis 1914 an der Kadettenschule in Wien. 
Dort besuchte er von 1911 bis 1914 die Kunstakademie. Zu seinen Lehrern gehörten R. Backer und H. Heller. 
1915 war er als Kriegsmaler an den österreichischen Fronten im Ersten Weltkrieg im Einsatz. Neben Gefechtsbildern entstanden in dieser Zeit auch Porträts. Sein Gemälde Übergang der österreichischen Armee über die italienische Grenze, Mai 1916 wurde im Palais des Erzherzogs Joseph Ferdinand am Schwarzenbergplatz in Wien aufgehängt. Ungefähr 20 Bilder gingen in den Besitz des Wiener Heeresmuseums über. 
Er ist im Staats-Handbuch des Jahres 1918 als Hauptmann verzeichnet, der mit dem österreichischen Ritter-Orden dekoriert wurde.
Ab 1919 arbeitete Julius von Kaan-Albest in Tirol, wo er in Steinach am Brenner lebte, und beteiligte sich an zahlreichen Ausstellungen. Für die Innsbrucker Hofburg malte er in den Jahren 1921 bis 1924 das Monumentalbild Letzte große Erbhuldigung in Tirol, Innsbruck 1838. 1923 schuf er die Schlosshofvedute Schloss Tirol, die sich heute im Besitz des dortigen Südtiroler Landesmuseums für Kultur- und Landesgeschichte befindet.
Etliche Werke von Kaan-Albests gingen in den Besitz des Tiroler Kaiserjägermuseums und des Kaiserschützenmuseums in Innsbruck über. Ein Gemälde mit dem Titel Forum Romanum war im Besitz des Wilhelmsgymnasiums München. Ein Triptychon namens Praga gehörte der „Schlaraffia“ in Marburg. 
Seine Winter verbrachte Julius von Kaan-Albest nach dem Ersten Weltkrieg in Berlin, wohin er später offenbar ganz übersiedelte. In Berlin wohnte er in der Fichtestraße 11 in Steglitz. Julius von Kaan-Albest starb während des Zweiten Weltkrieges.

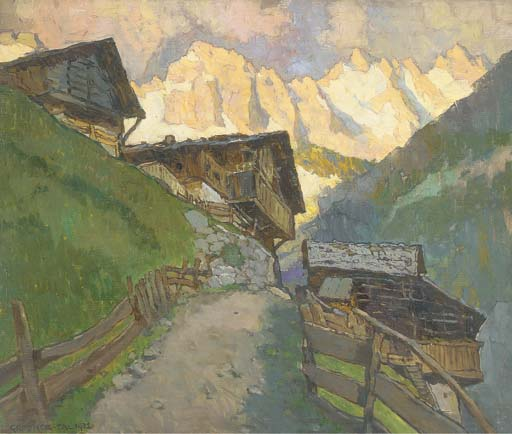
Grödner Tal
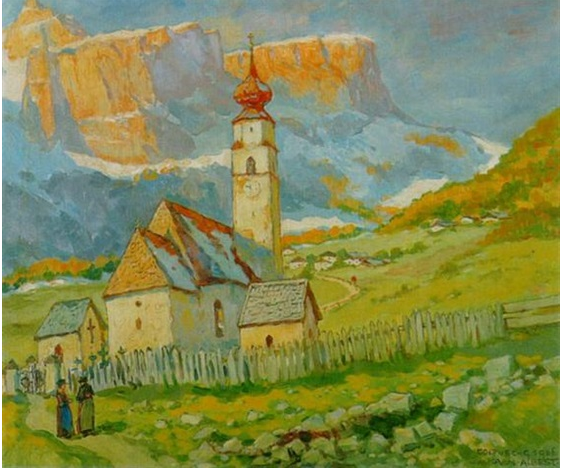
Dorfkirche in Colfuschg
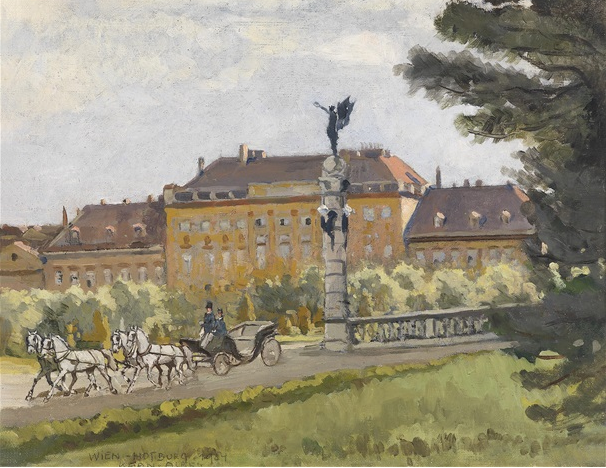
Hofburg Wien
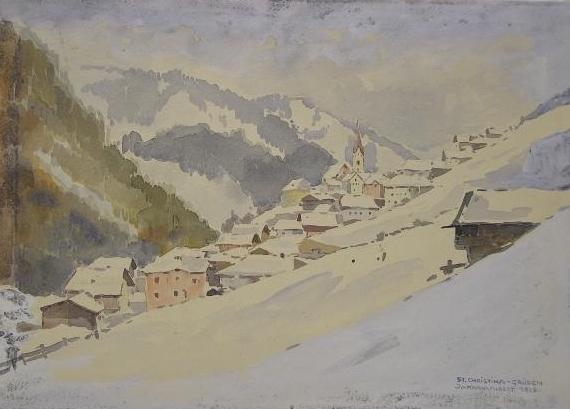
Sta. Christina-Gröden